# Orellana tartomány
Orellana Ecuador egyik tartománya az Amazonas esőerdőben. Székhelye Puerto Francisco de Orellana (más néven Coca), amely 1998-ban került át Napo tartományból.
Francisco de Orellana kapitányról kapta a tartomány a nevét, akiről úgy tartják, hogy a város közeléből egészen az Atlanti-óceánig elhajózott. Többször is megtette ezt az utat Eldorádó aranya után kutatva a közeli szerecsendió erdőben, amely akkoriban nagyon drága fűszernövénynek számított. Utazásai során veszélyes, vad törzsekkel találkozott, amelyek rendszeresen megtámadták hajóját. Ezen törzsek közül sok nőkből állt. Így kapta a folyó az Amazonas nevet.

## Kantonok
A tartományban négy kanton van.
| Kanton                | Népesség (2001) | Terület (km²) | Székhely                            |
| --------------------- | --------------- | ------------- | ----------------------------------- |
| Aguarico              | 4 658           | 11 358        | Nuevo Rocafuerte                    |
| Francisco de Orellana | 42 010          | 6 995         | Puerto Francisco de Orellana (Coca) |
| Joya de los Sachas    | 26 363          | 1 195         | La Joya de los Sachas               |
| Loreto                | 13 462          | 2 127         | Loreto                              |

## Gazdaság
A tartomány szinte teljes területét esőerdő borítja, ezért gazdasága elsősorban a nyersolajra és a fakitermelésre épül. A második legnagyobb bevételi forrást a turizmus jelenti. Népszerűek a dzsungelbe vezető túrák, hajóutak és a találkozások a bennszülött törzsekkel. Bányászatot is folytatnak a tartományban.